# Strada Lipscani
Lipscani este o stradă situată în Municipiul București ce se desfășoară pe teritoriul administrativ al sectoarelor 3 și 5. 

## Descriere
Strada începe în dreptul străzii Anghel Saligny din sectorul 5 și se termină la Calea Moșilor în sectorul 3. O mare parte din stradă (de la Calea Victoriei până la Calea Moșilor) este cuprinsă în centrul istoric al Bucureștiului, Lipscani fiind o axă a acestuia.

## Istoric
Denumirea străzii provine din cuvântul lipscan, negustor care vindea pe piețele românești mărfuri aduse de la Lipsca (Leipzig). Ulița Lipscanilor, chiar dacă nu sub această denumire, există de la începutul secolului al XVIII-lea. Inițial o stradă foarte îngustă care făcea legătura între centrul comercial al Bucureștiului și Podul Mogoșoaiei, Ulița Lipsacnilor va căpăta o importanță deosebită pe vremea lui Constantin Brâncoveanu.
Domnitorul Șerban Cantacuzino ridică pe partea dreaptă a străzii un han care îi va purta numele și care va rezista până în 1880 când va fi dărâmat pentru a se ridica  palatul Băncii Naționale. La începutul secolului al XIX-lea a fost construit Hanul cu Tei, existent și azi, și care are înscris deasupra intrării, dăltuit în piatră, 1833, anul construcției.
Clădirile (multe dintre ele ridicate în stilul eclectic (care combină elemente luate din renascentiste, baroce, rococo și neoclasice) la sfârșitul secolului al XIX-lea și începutul secolului XX) au fost naționalizate în 1948, iar în anii 1980, autoritățile comuniste au dat locuințele spre folosire țiganilor care le-au adus într-o stare avansată de degradare. Degradarea zonei a continuat și după 1990, iar atmosfera din trecut a dispărut astăzi aproape în totalitate. Cu ocazia lucrărilor de restaurare și refacere a zonei, desfășurate la începutul anilor 2010, sub pavajul străzii Lipscani au fost descoperite ruinele mai multor hanuri medievale. 
Străzi care poartă denumirea Lipscani există și în alte orașe din sudul României (Craiova, Ploiești, Slatina etc).

## Monumente istorice și clădiri
- Banca Berliner Gesellschaft (1910-1913)
- Pe strada Lipscani, la numărul 23, din Bucureștiul anului 1854, pe când se desfășura războiul Crimeii, un vechi librar, pe nume Iosif Romanov, în asociere cu Hristache Ioanin, institutor la Școala Oțetari, a înființat Librăria Școalelor Naționale având ca principal scop difuzarea cărților școlare în toate regiunile locuite de români.
- Hanul Gabroveni (1739), amplasat între străzile Gabroveni și Lipscani, care se afla într-o stare foarte avansată de degradare, a fost refăcut și redeschis.
- Hanul Greci, situat peste drum de Banca Națională
- Hanul Zlătari
- Hanul Filipescului
- Hanul cu Tei

## Galerie de imagini

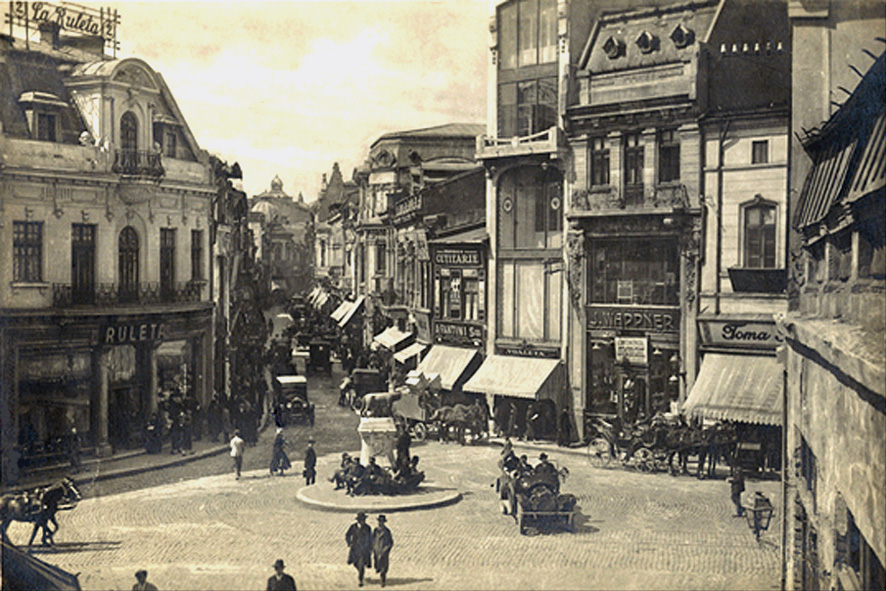
Intersecţia străzii Lipscani cu Piaţa Sf. Gheorghe
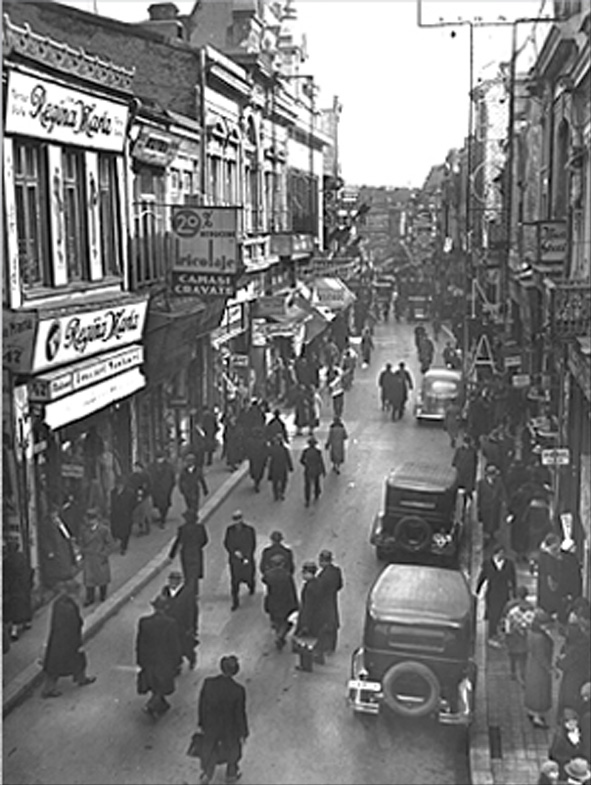
Strada Lipscani în perioada interbelică
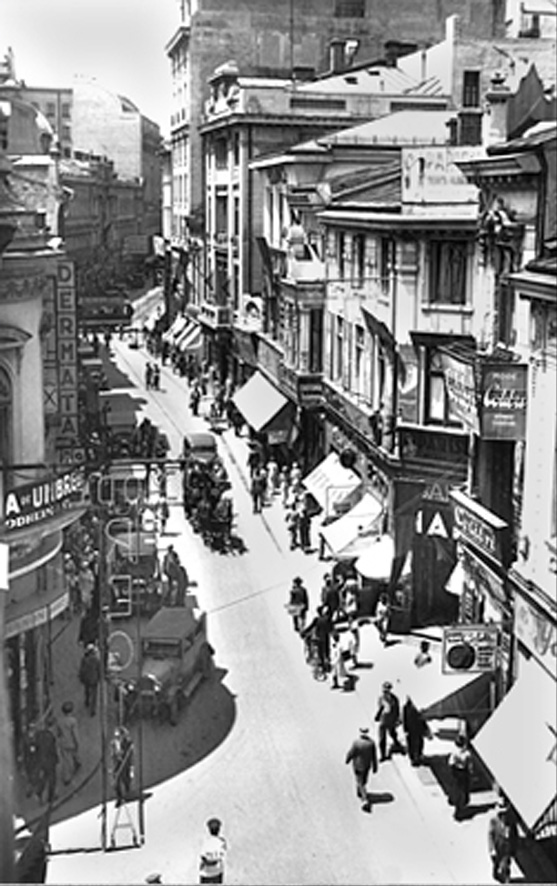
Strada Lipscani în perioada interbelică
Strada Lipscani în anii 1974-1975
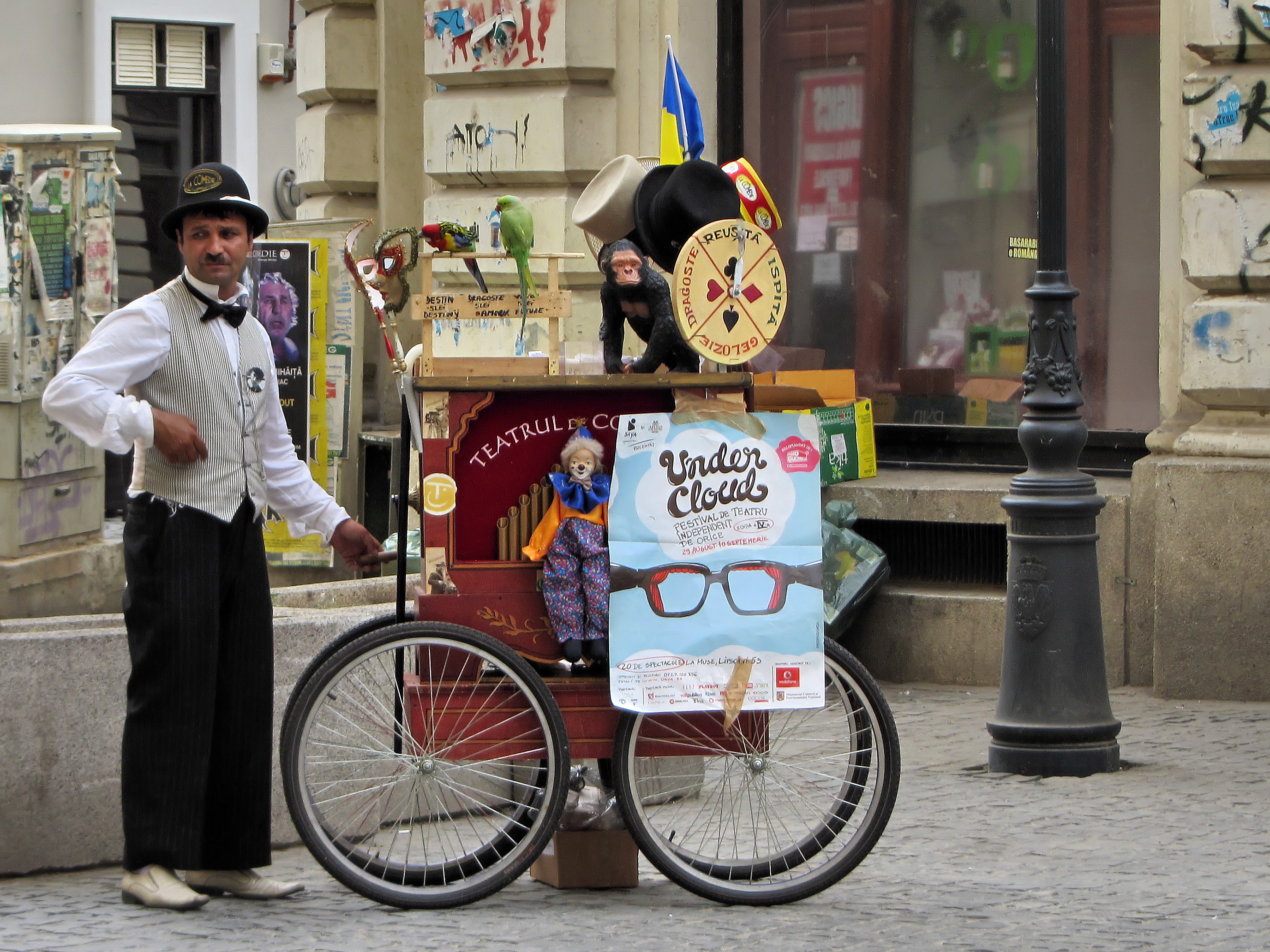
Pe Lipscani